# Jean-Pierre Pedrazzini
Jean-Pierre Pedrazzini (ur. 30 stycznia 1927 w Paryżu, zm.  7 listopada 1956 tamże) – szwajcarski i francuski fotoreporter. 
Urodził się w Paryżu, w rodzinie szwajcarsko-francuskiej, jego rodzice przyjechali do Francji z Locarno. W latach 1943–1944 wyjechał wraz z nimi do Szwajcarii. Przebywając w Davos zaczął fotografować.
Po wojnie wrócił do Francji, rozpoczął pracę w Paris Match, początkowo jako asystent Waltera Carone, potem jako samodzielny fotoreporter. Relacjonował m.in. koronację królowej Elżbiety II (2 czerwca 1953), abdykację króla Egiptu Faruka i zamieszki w Maroku i Tunezji. Fotografował też ludzi kultury i celebrytów, m.in. sesję zdjęciową, podczas której po raz pierwszy spotkali się Grace Kelly i jej późniejszy mąż książę Rainier III Grimaldi.  
Ożenił się  10 listopada 1955 w Paryżu z Annie Falk. 
W 1956 roku odbył, wraz z Dominique Lapierrem (oraz ich żonami) reporterską podróż do Związku Radzieckiego, przebyli ponad 13 tysięcy kilometrów, docierając do Gruzji. 
Tydzień po powrocie z ZSRR został wysłany do Budapeszcie, aby relacjonować przebieg powstania węgierskiego. 30 października 1956 podczas ataku powstańców na siedzibę Komitetu Węgierskiej Partii Pracujących na placu Köztársaság tér, został kilkakrotnie postrzelony. Pomimo udzieleniu mu pomocy w węgierskim szpitalu, 3 listopada, został, w stanie krytycznym, przewieziony samolotem do Paryża. Zmarł 7 listopada 1956. 
Pośmiertnie został uhonorowany Legią Honorową. W 2006 roku szwajcarski reżyser Villi Hermann zrealizował film dokumentalny poświęcony Jean-Pierre'owi Pedrazziniemu, zatytułowany Pédra. Un reporter sans frontières.